# 粟賀村
粟賀村（あわがむら）は、兵庫県神崎郡にあった村。
現在の神河町の南東部にあたる。

## 地理
- 山岳 ： 笠形山、入相山
- 河川 ： 猪篠川、越知川

## 歴史
- 1889年（明治22年）4月1日 - 町村制の施行により、神東郡粟賀村・中村・山田村・根宇野村・福本村・東柏尾村・加納村・柏尾村・貝野村・寺野村の区域をもって発足。
- 1896年（明治29年）4月1日 - 所属郡が神崎郡に変更。
- 1955年（昭和30年）3月31日 - 越知谷村・大山村と合併して神崎町が発足。同日粟賀村廃止。

## 出身・ゆかりのある人物
- 萩原幽香子 - 教育者、参議院議員